# Tau Leonis
Tau Leonis (τ Leonis, förkortat Tau Leo, τ Leo)  är en ensam stjärna belägen i den sydöstra delen av stjärnbilden Lejonet. Den har en skenbar magnitud på 5,00, är svagt synlig för blotta ögat där ljusföroreningar ej förekommer. Baserat på parallaxmätning inom Hipparcosuppdraget på ca 5,8 mas, beräknas den befinna sig på ett avstånd på ca 560 ljusår (ca 172 parsek) från solen. Den rör sig närmare solen med en radiell hastighet på -9 km/s. Eftersom stjärnan ligger nära ekliptikan är den föremål för ockultationer från månen.

## Egenskaper
Tau Leonis är en gul till orange jättestjärna av spektralklass G8 IIIa och ligger för närvarande på den röda jättegrenen. Den har en beräknad massa som är ca 3,9 gånger större än solens massa, en radie som är ca 25 gånger större än solens och utsänder från dess fotosfär ca 330 gånger mera energi än solen vid en effektiv temperatur av ca 4 900 K.